# Ramillies-Offus
Ramillies-Offus is een deelgemeente van de Waals-Brabantse gemeente Ramillies. Ramillies-Offus bestaat uit het dorp Ramillies zelf in het zuiden (ook wel Ramillies-Village genaamd) en het dorpje Offus in het noorden. In Ramillies-Offus ontspringt de Kleine Gete.

## Geschiedenis
Op de Ferrariskaart uit de jaren 1770 staat in het zuiden het dorp Ramelies en in het noorden het kleine dorp Offuz weergegeven. Op het eind van het ancien régime werden Ramillies en Offus beide een zelfstandige gemeente. In 1812 werden beide gemeenten echter al samengevoegd tot Ramillies-Offus.
Bij de gemeentelijke herindelingen van 1977 werd Ramillies-Offus een deelgemeente van een grotere fusiegemeente die de korte naam Ramillies kreeg.
Het gemeentehuis kwam wel in Gérompont te staan.

## Demografische ontwikkeling
- Bronnen:NIS, Opm:1831 tot en met 1970=volkstellingen, 1976= inwonersaantal op 31 december

## Bezienswaardigheden
- De Église Saint-Hubert in Ramillies
- De beschermde pastorie van Ramillies

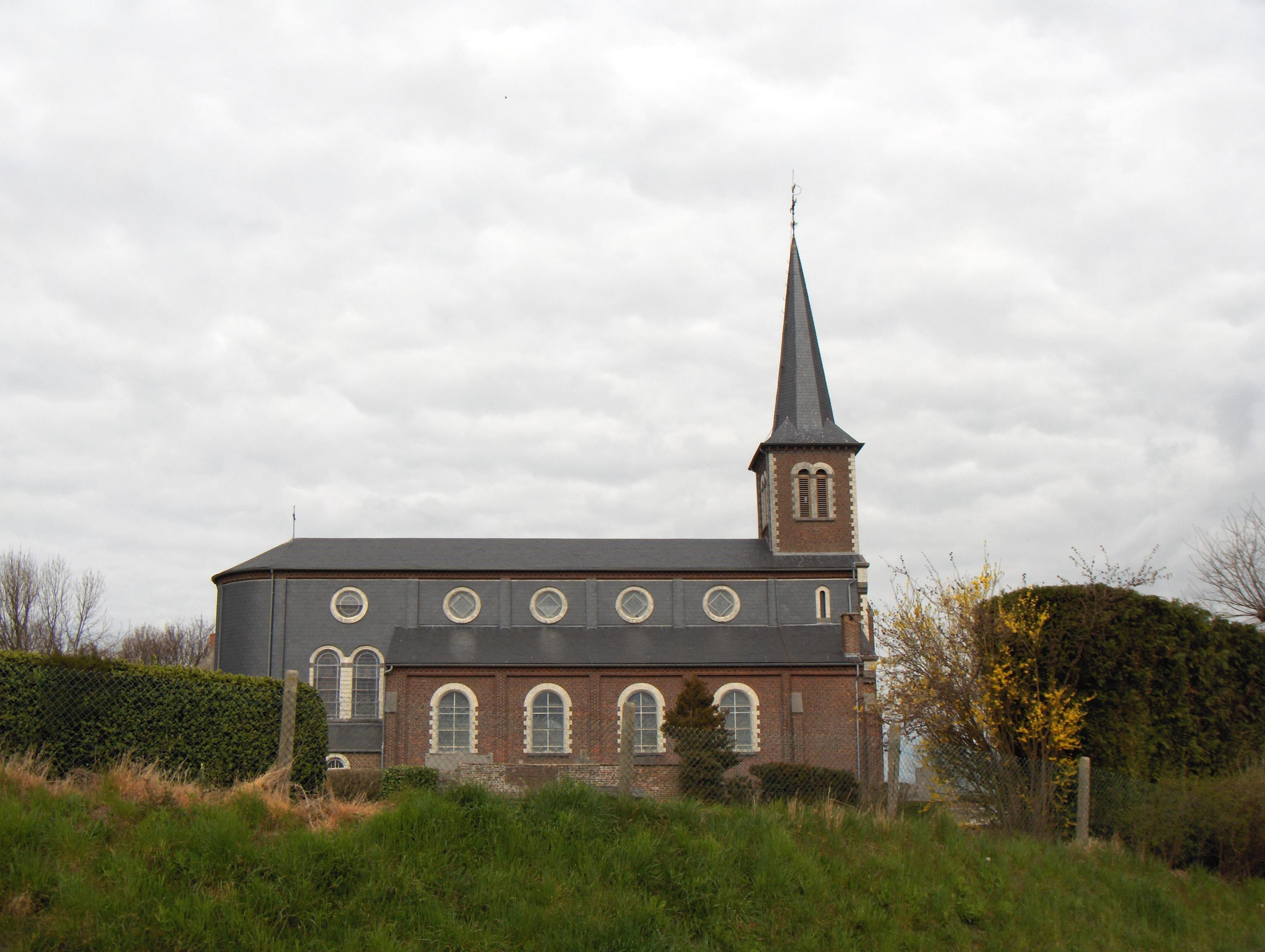
Église Saint-Feuillen in Offus

- De Église Saint-Feuillen in Offus

Deelgemeenten: Autre-Église · Bomal · Geest-Gérompont-Petit-Rosière · Grand-Rosière-Hottomont · Huppaye · Mont-Saint-André · Ramillies-Offus

Overige dorpen en gehuchten: Geest-Gérompont · Gérompont · Grand-Rosière · Hédenge · Hottomont · Molembais-Saint-Pierre · Offus · Petit-Rosière

Belgische gemeenten · Arrondissement Nijvel · Waals-Brabant · Wallonië